# Le Matrimoine
Pour les articles homonymes, voir Matrimoine.
Le Matrimoine est un roman d'Hervé Bazin écrit en 1966 et publié aux Éditions du Seuil fin 1967. Il met en scène l'évolution d'un couple angevin, Mariette Guimarch et l'avocat Abel Bretaudeau, à partir de leur mariage en 1953. 

## Présentation
Bazin le concevait comme le second volet d'une trilogie consacrée au couple, entamée avec Au nom du fils (1960) et poursuivie par Madame Ex (1974), deux romans se situant dans un univers de fiction différent. Bazin écrivit une vingtaine d'années plus tard une suite directe du Matrimoine, L'École des pères, publiée en 1991. Le nom donné au roman fait référence à ce qui, dans le mariage, relève normalement de la femme, qu'Hervé Bazin réduit à la gestion quotidienne de la maisonnée.
Le Matrimoine fut, avec 300 000 exemplaires vendus, le « best-seller de la littérature romanesque » en 1967-1968. L'académicien Pierre-Henri Simon y voyait « une description lucide et hardie des circonstances du drame conjugal », « se situant dans la tradition bourgeoise et non dans l'actualité des mœurs et des lois féministes. »

## Histoire
Le roman raconte l’histoire d'Abel Bretaudeau et Mariette Guimarch, un jeune couple marié dans les années 50 et leurs désillusions.
En préface de l'édition de 1970 du Club de la femme, Hervé Bazin appelle Matrimoine tout ce qui dans le mariage relève normalement de la femme, comme ce qui tend de nos jours à passer de part de lion en part de lionne.

## Éditions
Plusieurs versions du manuscrit sont conservées dans le Fonds Hervé Bazin de la bibliothèque universitaire d'Angers.

### Éditions françaises
- Paris, Éditions du Seuil, 1967 (BNF 32916019)
- Paris, Culture, art, loisirs, 1969 (BNF 34702364)
- Paris, Le club de la femme, 1970 (BNF 35234052)
- Paris, Le Livre de poche, 1970 (BNF 35218861)
- Paris, Rombaldi, 1970 (BNF 35223538)
- Paris, Rombaldi, 1972 (BNF 35439757)
- Bagneux, Le Livre de Paris, 1976  (ISBN 2-245-00477-9) (BNF 34585247)
- Genève, Famot, 1980 (BNF 34662674)
- Paris, Éditions du Seuil, 1991  (ISBN 2-02-013338-5) (BNF 35456680)
- Paris, Éditions du Seuil, 1991  (ISBN 2-02-013340-7) (BNF 35455396)

### Traductions
Sauf précision, il s'agit pour chaque langue de la plus ancienne édition trouvée via Worldcat.
- (de) Die sanften Löwinnen : Roman einer Ehe (trad. Louise Ollendorff), Fribourg, Herder (de), 1970, 314 p. (OCLC 833086609)
- (es) El matriarcado (trad. Manuel Rosell), Barcelone, Plaza & Janés (es), coll. « Novelistas del día », 1970, 299 p. (OCLC 803803528)
- (hu) Asszonyok hatalma (trad. Somogyi Pál László), Budapest, Európa Könyvkiadó (hu), 1987, 325 p. (ISBN 963-07-4245-4)
- (pl) Małżeństwo (trad. Joanna Arnold-Ejsmond et Maria Wodzyńska (pl)), Varsovie, Czytelnik, coll. « Nike », 1971, 438 p. (OCLC 750106856)
- (pt) O matrimónio (trad. Daniel Gonçalves), Livraria Bertrand (pt), 1969?, 368 p. (OCLC 22303127)
- (ro) Căsătoria (trad. Silvia Burdea), Bucarest, Editura Univers (ro), 1984, 277 p. (OCLC 268958880)
- (ru) Souproujeskaya jizn (Супружеская жизнь) (trad. Youri Joukov (Юрий Жуков) et Rosaliya Izmaïlova (Розалия  Измайлова), préf. Y. Ouvarov (Ю. Уваров)), Moscou, Pravda,‎ 1977 (OCLC 26207099)

Édition conjointe avec Lève-toi et marche. Une édition abrégée accompagnée d'un résumé des aventures de Jean Rezeau avait déjà été publiée en russe en 1977 à Chișinău.

### Recensions
- André Billy, « Gynécolithisme et Androlithisme », Le Figaro, no 7237,‎ 4 décembre 1967, p. 15.
- Louis Guéry, « Le Matrimoine de Hervé Bazin », Impacts, no 1,‎ mars 1968.
- Robert Kanters, « Le Mariage, entre ciel et terre », Le Figaro littéraire, no 1129,‎ 4-10 décembre 1967, p. 19-20.
- Étienne Lalou, « Hervé Bazin dissèque le mariage », L'Express, no 858,‎ 27 nov.-3 déc. 1967, p. 55.
- Pierre Lhoste, « Le Matrimoine, d'Hervé Bazin », Biblio, vol. 35, no 9,‎ novembre 1967, p. 13.
- François Nourissier, « Le Matrimoine, roman d'Hervé Bazin », Les Nouvelles Littéraires, no 2100,‎ 30 novembre 1967, p. 3.
- Jean Prasteau, « Grâce au Matrimoine, Hervé Bazin retrouvera peut-être tout son patrimoine », Le Figaro Littéraire, no 1125,‎ 6-12 novembre 1967, p. 21.
- Pierre-Henri Simon, « Le Matrimoine, d'Hervé Bazin », Le Monde des Livres, no 998,‎ 29 novembre 1967 (lire en ligne).
- André Wurmser, « Ces messieurs de la famille », Les Lettres françaises, no 1210,‎ 29 nov.-5 déc.  1967, p. 10.

### Interviews
- Gilbert Ganne, « L'Amour noyé dans le quotidien : entrevue en un acte et sept tableaux », La Revue de Paris, vol. 74, no 12,‎ décembre 1967, p. 103-112.
- Jean Montalbetti, « Bousculer les tabous : une interview d'Hervé Bazin », Les Nouvelles littéraires, no 2098,‎ 30 novembre 1967, p. 2.

### Études scientifiques
- Zoë Boyer, La Femme dans les romans d'Hervé Bazin, Berne, Peter Lang, coll. « Europäische Hochschulschriften » (no 154), 1990, 273 p. (ISBN 3-261-04202-8).
- Alphonse Leguil, « Grammaire et style narratifs chez Hervé Bazin (dans Vipère au poing et Le Matrimoine) », dans Georges Cesbron (dir.), Actes du colloque « Les Angevins de la littérature », Angers, Presses de l'Université d'Angers, 1979 (ISBN 2-903075-02-6), p. 625-667.
- Gabrielle Melison-Hirchwald, « Hervé Bazin, chroniqueur des moeurs conjugales : du Matrimoine à L'École des pères », dans Anne-Simone Dufief (dir.), Hervé Bazin, connu & inconnu, Angers, Presses de l'Université d'Angers, 2009 (ISBN 9782915751260, HAL hal-00418170), p. 181-195.